# Азиатская премия культуры Фукуока
Азиатская премия культуры Фукуока (福岡アジア文化賞 Fukuoka Ajia Bunkashō) — премия города Фукуока и Фонда Йокатория за выдающиеся работы по сохранению и развитию азиатской культуры. Учреждена в 1990 году. Размер премии от 3 до 5 млн йен. 

## Лауреаты премии
Среди награждённых китайский писатель и переводчик Ба Цзинь (1990), японский кинорежиссёр, сценарист и продюсер Акира Куросава (1990), британский биохимик и эмбриолог, синолог Джозеф Нидэм (1990), государственный деятель Таиланда, премьер-министр в 1975—1976 годах Кыкрит Прамот (1990), индийский композитор, виртуоз игры на ситаре Рави Шанкар (1991), индонезийский историк Тауфик Абдуллах (1991), японская учёная, почётный профессор социальной антропологии Тиэ Наканэ (1991), американский японовед, переводчик японской литературы Дональд Лоуренс Кин (1991),
американский антрополог и социолог Клиффорд Гирц (1992), китайский антрополог, социолог, политический деятель Фэй Сяотун (1993), малайзийский учёный-экономист Унгку Абдул Азиз (1993), монгольская певица традиционных народных протяжных песен Намжилын Норовбанзад (1993), сингапурский учёный-историк Ван Гунву (1994), индонезийский антрополог Кунчаранинграт (1995), американо-корейский художник, основатель видеоарта Нам Джун Пайк (1995), пакистанский певец Нусрат Фатех Али Хан (1996), южнокорейский кинорежиссёр Им Квон Тхэк (1997), сингапурский художник Танг Да Ву (1999), тайваньский кинорежиссёр Хоу Сяосянь (1999), индонезийский писатель Прамудья Ананта Тур (2000), британский политолог и социолог Бенедикт Андерсон (2000), малайзийский кукловод Хамза Аванг Амат (2000), бангладешский банкир, профессор экономики, лауреат Нобелевской премии мира 2006 Мухаммад Юнус (2001), филиппинский кинорежиссёр Марилу Диас-Абайя (2001), китайский актёр, режиссёр, продюсер, сценарист Чжан Имоу (2002), малайзийский карикатурист Лат (2002), сингапурский композитор Дик Ли (2003), китайский писатель Мо Янь (2006), индийский политический психолог, теоретик социологии, критик Ашиш Нанди (2007), гонконгская актриса, режиссёр, сценарист, продюсер Энн Хёй (2008), малайзийский антрополог Шамсул Амри Бахаруддин (2008), китайский художник Цай Гоцян (2009), индийский философ, активист- Вандана Шива (2012), тайский независимый кинорежиссёр, сценарист и продюсер Апичатпонг Вирасетакун (2013), индонезийский учёный Азюмарди Азра (2014), индийский историк и писатель Рамачандра Гуха (2015), индийский кинокомпозитор, певец и музыкальный продюсер Алла Ракха Рахман (2016), таиландский писатель Крис Бейкер (2017).